# حمام البر
حمام البر (ويسمى أحياناً دجاج البر) هي وجبة خفيفة تنتشر في المدينة المنورة ومكة المكرمة، تتكون بشكل رئيسي من الدقيق بأنواعه والبهارات، وهي مشابهة للمتاي البحريني.

## الأنواع

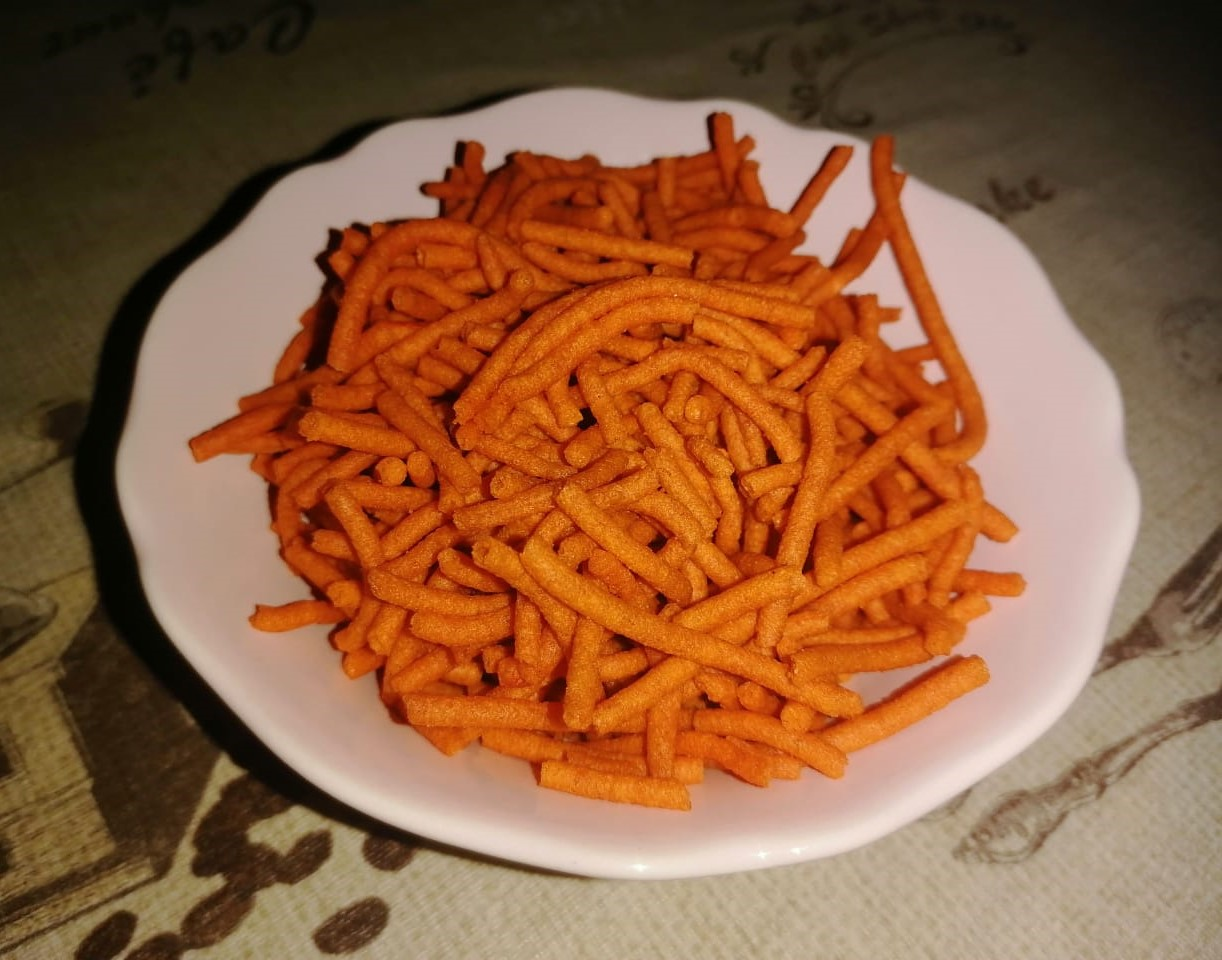
حمام البر الأحمر (حار)

هناك نوعان من حمام البر، العادي (الأصفر)، والحار (الأحمر).

## الأصل
يعتقد أن أصل حمام البر جاء من الهند وذلك لوجود وجبات خفيفة مشابهة له في الشكل والمكونات، مثل بيكانيري بوجيا (بالإنجليزية: Bikaneri bhujia)‏.

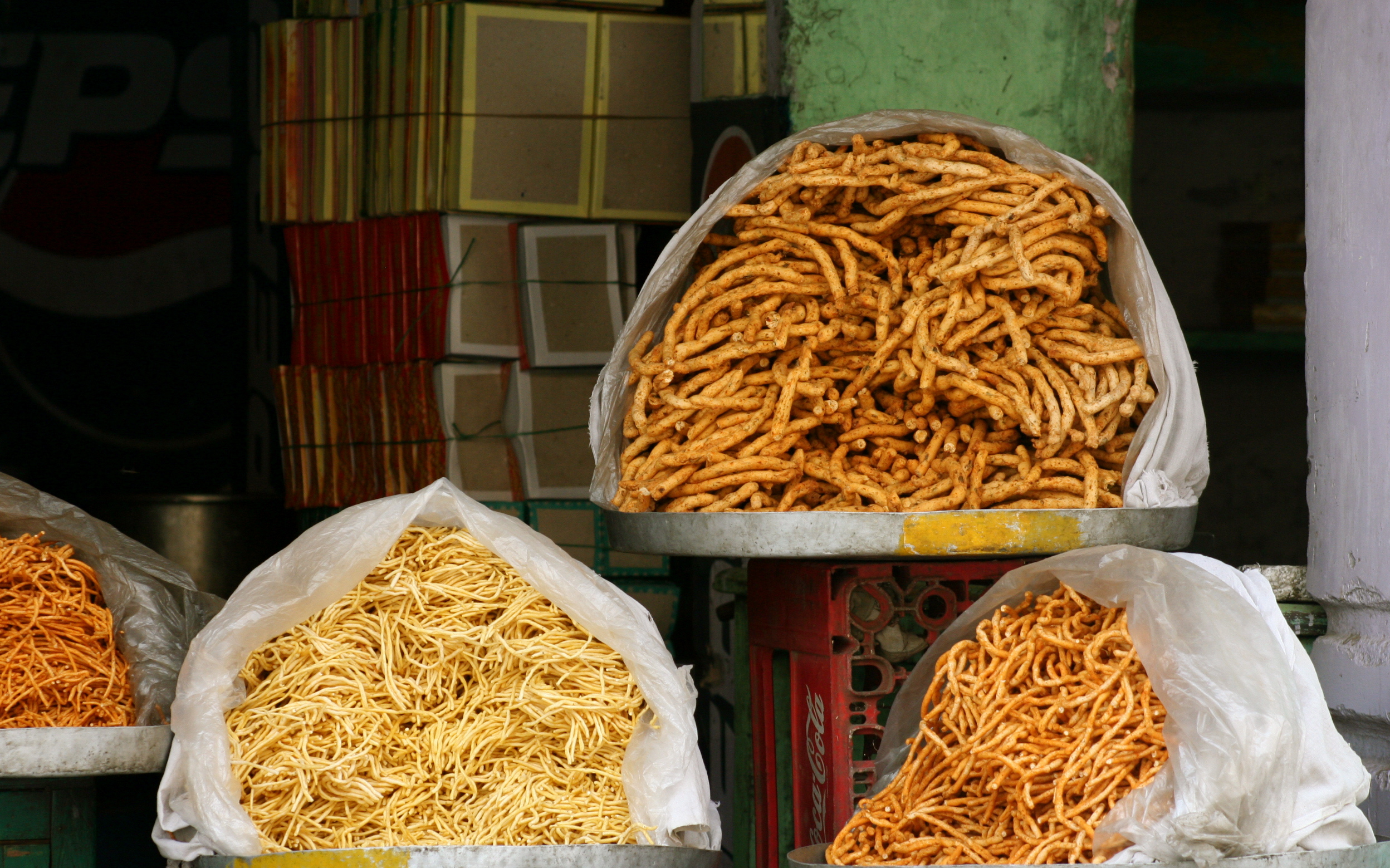
الوجبة الهندية الخفيفة "بيكانيري بوجيا"

## المكونات
تتكون بالعادة من دقيق الأرز ودقيق القمح والملح والبهارات والسمن، بحيث تخلط معاً حتى تصبح عجينة ثم تدخل في آلة ذات ثقوب (تشبه الفرامة) ثم تقلى بالزيت.